# Batalla de Merowe (2023)
La batalla de Merowe fue un enfrentamiento militar desarrollado entre el 15 al 21 de abril de 2023 en el contexto de la tercera guerra civil sudanesa entre las Fuerzas de Apoyo Rápido (RSF) y las Fuerzas Armadas de Sudán por el control de la ciudad de Merowe. El enfrentamiento saldó con la victoria de las RSF.

## Fondo
El 11 de abril de 2023, las fuerzas de las RSF se desplegaron cerca de la ciudad de Merowe y en Jartum. Las fuerzas gubernamentales les ordenaron que se fueran, pero se negaron. Esto provocó enfrentamientos cuando las fuerzas de las RSF tomaron el control de la base militar de Soba, al sur de Jartum. El 13 de abril, las fuerzas de RSF comenzaron su movilización, lo que generó temores de una posible rebelión contra la junta. Las SAF declararon ilegal la movilización.

## Batalla

### 15 de abril
A las 12:00 (CAT), las fuerzas de RSF afirmaron haber capturado el aeropuerto de Merowe.

### 16 de abril
Alrededor de las 13:30 (CAT), las SAF anunciaron el rescate de un general de división y un brigadier, el arresto de varios oficiales de las RSF en el aeropuerto de Merowe y la toma del propio aeropuerto, al tiempo que afirmaron que varios líderes de las RSF habían desertado o se habían rendido a las SAF. Los funcionarios de las SAF también afirmaron que los miembros de las RSF habían huido del aeropuerto de Merowe con soldados egipcios tomados como prisioneros.

### 17 de abril
Los combates tuvieron lugar al oeste del aeropuerto de Merowe.
A las 10:00 (CAT), las RSF afirmaron tener el control total del aeropuerto de Merowe.

### 18 de abril
En Merowe, testigos presenciales informaron haber visto una columna de las RSF que se alejaba del perímetro de su aeropuerto hacia al-Multaqa, 100 km (62 millas) al sur, luego de los ataques aéreos del ejército el día anterior.

### 19 de abril
En Merowe, un corresponsal de Al Jazeera dijo que las SAF habían recuperado el control total del aeropuerto, que había quedado totalmente destruido en los enfrentamientos, y que la situación volvía a la normalidad aunque aún se notaba la presencia de vehículos militares. RSF afirmó que todavía mantenía una presencia en la ciudad.

### 21 de abril
Al-Arabiya TV informó que las SAF habían establecido un control total sobre Merowe.

## Incidente con tropas egipcias
El 15 de abril, las fuerzas de RSF afirmaron, a través de Twitter, que habían hecho prisioneros a varias tropas egipcias cerca de Merowe, así como a un avión militar con distintivos de la Fuerza Aérea Egipcia. Inicialmente, no se dio ninguna explicación oficial sobre la presencia de soldados egipcios, mientras que Egipto y Sudán han tenido cooperación militar debido a las tensiones diplomáticas con Etiopía. Más tarde, las Fuerzas Armadas egipcias declararon que alrededor de 200 de sus soldados estaban en territorio sudanés para realizar ejercicios con el ejército sudanés. Alrededor de ese tiempo, las SAF supuestamente rodearon a las fuerzas de las RSF en la base aérea de Merowe. Como resultado, las Fuerzas Armadas egipcias anunciaron que estaban siguiendo la situación como medida de precaución para la seguridad de su personal. RSF declaró más tarde que cooperaría en la repatriación de los soldados a Egipto. El 19 de abril, las RSF declararon que habían trasladado a los soldados a Jartum y que los entregarían cuando se presentara la "oportunidad apropiada". 177 de las tropas egipcias capturadas fueron liberadas y trasladadas de regreso a Egipto a bordo de tres aviones militares egipcios que despegaron del aeropuerto de Jartum ese mismo día. Los 27 soldados restantes, que pertenecían a la Fuerza Aérea Egipcia, se refugiaron en la embajada egipcia para ser evacuados una vez que la situación mejorara.